# Homecoming (película de 2009)
Homecoming es una película independiente de thriller de 2009, dirigida por Morgan J. Freeman y escrita por Katie L. Fetting, Jake Goldberger, y Frank Hannah. La película sigue a una pareja de estudiantes, Mike (Matt Long) y Elizabeth (Jessica Stroup), en su regreso-Elizabeth es llevada a casa por la exnovia de Mike, Shelby (Mischa Barton) después de un accidente en la carretera. Shelby pronto revela estar obsesionada con Mike y posteriormente trata a Elizabeth de una manera cruel y loca.
La historia de Homecoming se parece mucho a la novela Misery de Stephen King, por lo que es muy similar a su adaptación cinematográfica.

## Sinopsis
Una despechada exnovia planea vengarse después de que su exnovio regresa a su ciudad natal con una nueva novia.

## Argumento
La película comienza con Shelby (Mischa Barton) conduciendo de noche mientras llora y fuma un cigarrillo, que deja caer y luego golpea a alguien que estaba parado en el camino del automóvil.
Mike (Matt Long), exnovio de Shelby, y su nueva novia, Elizabeth (Jessica Stroup), se están preparando para ir al monte. Bliss, la ciudad natal de Mike, porque el equipo de fútbol va a retirar su camiseta. Shelby tiene problemas con el banco sobre la bolera que heredó cuando su madre murió y todavía cree que ella y Mike siguen siendo un elemento. Después del partido de fútbol, Mike y Elizabeth deciden ir a la bolera de Shelby. Cuando Shelby ve a Mike, lo besa, pero Mike le dice que tiene una nueva novia.
Shelby se hace amiga de Elizabeth y, después de unos tragos de tequila, Elizabeth borracha dice que se encontrará con los padres de Mike. Shelby le dice que los padres de Mike son demasiado críticos, lo que pone nerviosa a Elizabeth. Queriendo dar una buena primera impresión a los padres de Mike, Elizabeth decide ir a un motel y dormir su intoxicación, por lo que el primo policía de Mike, Billy, la lleva al más cercano. Cuando llega al check-in, el hombre detrás del mostrador le dice que no quedan habitaciones debido a los partidos de fútbol de bienvenida y que el motel más cercano está a cuatro millas de distancia. Mike va a casa a ver a su madre, quien le dice que uno de sus amigos dijo que su nueva novia se emborrachó en el callejón. Mike le dice que como Elizabeth quería causar una buena impresión, decidió quedarse en un motel. Miguel'
Elizabeth comienza a caminar por la calle, buscando a alguien que la lleve al motel. Mientras conduce, Shelby ahora está llorando y fumando un cigarrillo como se ve al comienzo de la película. Elizabeth intenta detener el auto y se convierte en la persona a la que Shelby golpea. Después del accidente, Shelby la lleva a casa con ella. En su casa, Shelby cuida a Elizabeth usando algunos suministros médicos que quedaron cuando su madre estaba enferma.
A la mañana siguiente, Mike intenta llamar a Elizabeth pero su teléfono pasa al buzón de voz. Elizabeth luego se despierta en la casa de Shelby. Confundida, le pregunta a Shelby qué pasó. Temiendo ir a la cárcel por golpear a Elizabeth, Shelby le dice que la encontró en la carretera como víctima de un golpe y fuga. Elizabeth sufrió numerosos hematomas y una fractura de tobillo. Shelby le dice a Elizabeth que dejó un mensaje en el buzón de voz de Mike diciéndole dónde estaba Elizabeth, lo cual es mentira. Shelby luego seda a Elizabeth.
Shelby luego camina hacia su bolera para buscar el auto de Elizabeth. Elizabeth se despierta y logra salir de su cama con el tobillo lesionado y cojeando hasta la habitación de Shelby. Lo encuentra cubierto de imágenes de Mike y Shelby cuando todavía estaban juntos con "SM + MD" escrito en todas partes. Shelby regresa y Elizabeth vuelve cojeando a su habitación, pero accidentalmente separa una tira de fotos de Shelby y Mike de la pared en su prisa. Shelby lo encuentra y se da cuenta de que Elizabeth ha estado en su habitación. Como castigo, le disloca el pie malo de Elizabeth. Mike y Billy van al motel donde Billy la dejó y la recepcionista le dice que Elizabeth nunca se registró. Luego van a la bolera donde Elizabeth dejó su auto y ven que ya no está allí desde que Shelby lo robó y lo escondió en su granero.
Más tarde, Billy intenta convencer a Mike de que recupere a Shelby, ya que ella todavía lo ama incluso después de que él la rechazó en numerosas ocasiones. Mike acepta, sin embargo, sale a tomar algo esa noche. En el bar, Mike ve a Shelby allí y la sigue hasta el baño. Shelby y Mike comienzan a besarse apasionadamente, pero Mike dice que no puede engañar a Elizabeth a pesar de que ella parece haberlo abandonado. Deja a Shelby en el baño donde comienza a llorar.
Al día siguiente, Mike, pensando que Elizabeth lo dejó por su exnovio, recibe un mensaje de texto de Shelby en el teléfono de Elizabeth diciendo que están sucediendo demasiadas cosas demasiado rápido. Se acuesta en el sofá mirando la pantalla de su teléfono de "No hay mensajes nuevos".
Elizabeth se encuentra encerrada en el baño. Después de hurgar, descubre pegadas en el interior de la tapa de la cisterna fotografías Polaroid de la madre de Shelby muriendo, revelando que Shelby la había matado. También hay un documento titulado "Plantas venenosas" y un formulario que muestra que no se realizó una autopsia a pedido de Shelby. Temiendo que se acerque su propio asesinato, Elizabeth recorre el baño buscando una salida. Encuentra un destornillador y lo usa en la puerta para escapar.
Shelby llega a casa después de visitar a Mike para darle su chaqueta y abre la puerta del baño para encontrar la habitación vacía. Se da la vuelta para encontrarse con la tapa de la cisterna en las manos de Elizabeth. Elizabeth toma la chaqueta de Shelby y baja las escaleras cojeando, sale por la puerta principal al granero, donde encuentra su auto cerrado. Frustrada, Elizabeth golpea su auto haciendo que suene la alarma. Shelby corre hacia el granero y somete a Elizabeth. Shelby la llama "perra estúpida" y saca las llaves del coche del bolsillo de la chaqueta. Luego ata a Elizabeth con cinta adhesiva. Mientras está acostada en el suelo, Elizabeth le dice a Shelby que sabe sobre su madre. Elizabeth le dice que sus padres son ricos y promete huir y no decirle a nadie si Shelby liberará a Elizabeth y aceptará dinero de sus padres. Shelby la ignora y usa unas tijeras de podar para cortar los tendones de Aquiles de Elizabeth. Shelby luego amordaza a Elizabeth y la encierra en el sótano.
Mike se prepara para su gran ceremonia para retirar su camiseta de fútbol, vistiendo la chaqueta que le regaló Shelby. Billy se detiene en la casa de Shelby para ver si quería que la llevara. Mientras Shelby habla con Billy, Elizabeth se las arregla para cortar la energía. Billy se ofrece a arreglarlo, pero Shelby rechaza su oferta, diciendo que lo hará más tarde. Billy insiste y entra al sótano con su linterna, viendo a Elizabeth atada y amordazada. Shelby se arrastra detrás de él, lo golpea en el pecho con un hacha y toma su arma. Ella lo mata a tiros, pone su cuerpo en un barril y lo quema.
En la escuela secundaria donde Mike está siendo honrado, se para en el baño y se quita la chaqueta, solo para ver las iniciales de Elizabeth en ella. Al darse cuenta de que Shelby había robado la chaqueta, piensa que Shelby también debe tener cautiva a Elizabeth. Corre a su casa para confrontarla, escucha a Elizabeth en el sótano y baja hacia ella. Después de un breve enfrentamiento, Shelby le dispara en la pierna. Sigue un altercado que provoca que Shelby se desmaye. Lleva a Elizabeth arriba y se detiene a descansar en la cocina.
Shelby se acerca y después de más peleas es atacada por Elizabeth con el casco de fútbol de Mike. Él le dice que se detenga y, cuando lo hace, Shelby busca su arma. Elizabeth luego continúa golpeándola con el casco. Después de eso, Mike levanta a Elizabeth y la saca.
La película se desvanece en un video casero de Shelby y Mike besándose y riendo por apagar la cámara. La toma final es de los ojos de Shelby abriéndose, revelando que todavía está viva.

## Elenco
- Mischa Barton como Shelby Mercer.[3]
- Matt Long como Mike Donaldson.
- Jessica Stroup como Elizabeth Mitchum.
- Michael Landes como Billy Fletcher.
- Allen Williamson como Adams.
- Joshua Elijah Reese como Billick.
- Nick Pasqual como Davis.
- Joe Forgione como Elfman.
- Olivia Duball como Chica.
- Mark Lawrence como Mark.

## Producción
El 12 de noviembre de 2007, Mischa Barton fue elegida en la película. El 19 de diciembre de 2007, Matt Long, Jessica Stroup y Michael Landes también fueron elegidos. La filmación terminó el 18 de enero de 2008. Se lanzó un tráiler el 29 de febrero de 2008.

## Lanzamiento
La película se estrenó el 17 de julio de 2009 en Nueva York y Los Ángeles y el lanzamiento fue expandido durante semanas. La película se estrenó el 26 de septiembre de 2009 en Lifetime. Fue lanzada en DVD primeramente en Canadá el 23 de marzo de 2010 y luego el 27 de abril de 2010 en los Estados Unidos. La película luego tuvo un lanzamiento directamente a DVD en Reino Unido.